# قائمة الأرجنتينيين الحاصلين على جائزة نوبل

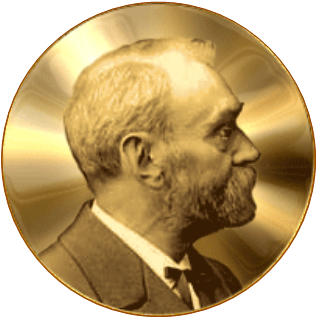
شعار جائزة نوبل.

فاز الأرجنتينيون بجوائز نوبل منذ عام 1905. وفيما يلي قائمة كاملة عن الحائزين على جائزة نوبل:

## القائمة
| السنة | الصورة | الفائز               | المجال   |
| ----- | ------ | -------------------- | -------- |
| 1936  |        | كارلوس سافيدرا لاماس | السلام   |
| 1947  |        | برناردو هوساي        | الطب     |
| 1970  |        | لويس لولوار          | الكيمياء |
| 1980  |        | أدولفو بريز إيسكيبل  | السلام   |
| 1984  |        | سيزار ميلشتاين       | الطب     |